# آلة ضباب

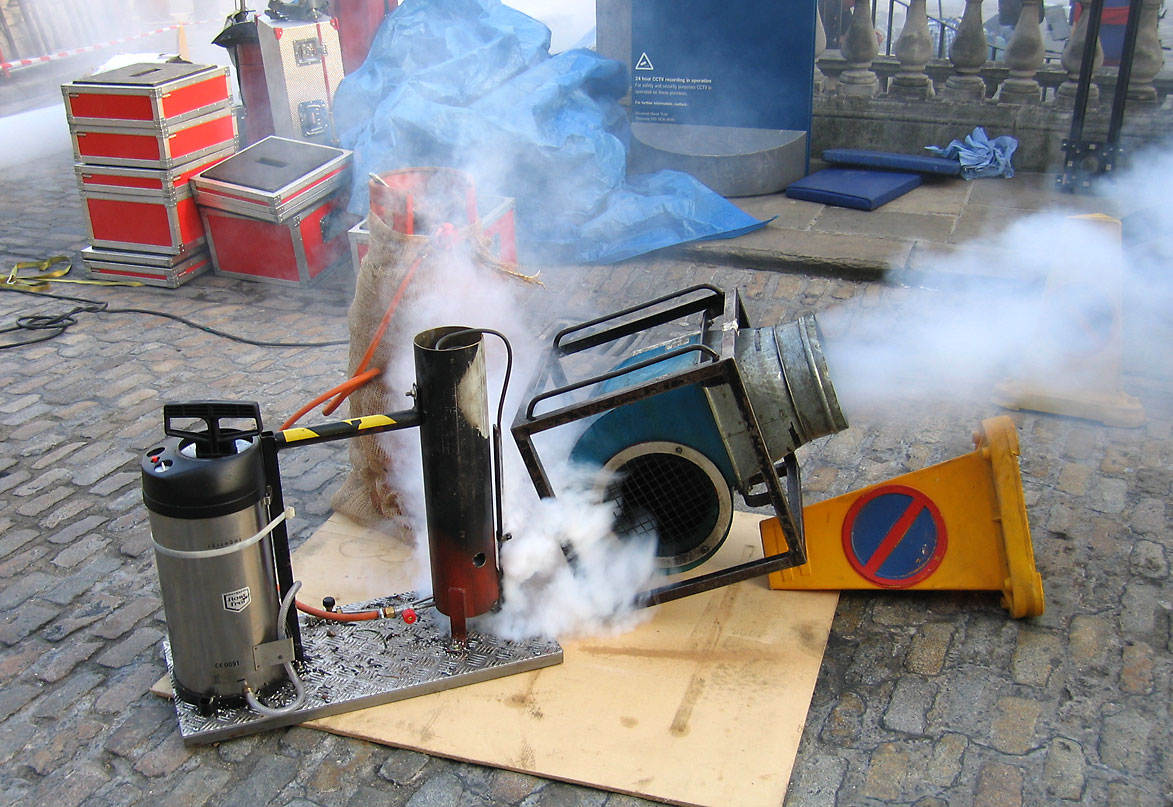
آلة ضباب

آلة الضباب عبارة عن جهاز يقوم بتوليد ضباب صناعي، وذبك عن طريق تبخير سائل يدعى سائل الضباب، والذي غالباً ما يتكون من مزيج ماء وغليسيرين أو ديولات (غليكولات).
يمكن التحكم بنوعية الضباب وكثافته ولونه بضبط مكونات السائل وإعدادات الجهاز.

## الاستخدامات
تستخدم آلة الضباب في صناعة الأفلام والمسلسلات النلفزيونية وفي العروض الغنائية والمسرحية من أجل إضفاء جو من الإثارة أو الغموض.

## اقرأ أيضاً
- ثلج جاف